# 伊藤鉄男
伊藤 鉄男（いとう てつお、1948年3月15日 - ）は、日本の検察官、弁護士。東京地方検察庁特捜部長、東京地方検察庁検事正、次長検事、総務省政治資金適正化委員会委員長、西村あさひ法律事務所オブカウンセルなどを歴任した。

## 人物、経歴
岐阜県恵那市出身。1971年中央大学法学部卒業。1990年最高裁判所司法研修所教官。1993年東京地方検察庁検事。1999年東京地方検察庁刑事部長。2000年法務省大臣官房会計課長。2001年東京地方検察庁特別捜査部長。2002年甲府地方検察庁検事正。2004年最高検察庁検事。2005年東京地方検察庁次席検事。2006年東京高等検察庁次席検事。2007年東京地方検察庁検事正。2008年高松高等検察庁検事長。2009年次長検事。2011年第一東京弁護士会弁護士登録、西村あさひ法律事務所オブカウンセル、山梨学院大学法科大学院客員教授。2012年ユニゾホールディングス監査役、山梨学院大学法科大学院教授、講道館理事。
2013年フュージョンパートナー監査役、三菱自動車工業改革諮問委員会委員。2014年総務省政治資金適正化委員会委員長、高砂熱学工業監査役。2015年旭化成監査役、日本バスケットボール協会裁定委員会委員長、群馬大学医学部附属病院改革委員会委員。2016年石油資源開発取締役。2018年秋の叙勲で瑞宝重光章受章。2019年レオパレス21外部調査委員会委員長、日本郵政、日本郵便、かんぽ生命特別調査委員会委員長。2021年日本貿易保険外部調査委員会委員長、日本電信電話特別調査委員会委員。2022年日本大学不正事案洗い出しのための特別調査委員会委員長。